# Hypolycaena nicobarica
Hypolycaena nicobarica är en fjärilsart som beskrevs av Evans 1925. Hypolycaena nicobarica ingår i släktet Hypolycaena och familjen juvelvingar. Inga underarter finns listade i Catalogue of Life.